# Ulrich Kirchhoff (Jurist)
Ulrich Kirchhoff (* 26. September 1935 in Werdohl; † 3. August 2011) war ein deutscher Rechtsanwalt.

## Werdegang
Nach Promotion an der Rechts- und staatswissenschaftlichen Fakultät der Universität Münster ließ Kirchhoff sich 1963 in Hannover als Rechtsanwalt nieder. Er wurde Geschäftsführer der Niedersächsischen Ärzteversorgung, die er mitaufbaute, 1969 auch Justiziar der Ärztekammer Niedersachsen und 1987 deren Hauptgeschäftsführer. 2002 trat er in den Ruhestand, blieb für die Ärzteversorgung Niedersachsen jedoch in beratender Funktion tätig.
1978 war er Mitbegründer der Arbeitsgemeinschaft berufsständischer Versorgungseinrichtungen (ABV). Er übernahm zunächst das Amt des stellvertretenden Vorsitzenden, 1992 wurde er Vorsitzender des Rechtsausschusses und am 18. November 2000 zum Vorsitzenden des Vorstandes gewählt. Am 12. März 2011 trat er aus gesundheitlichen Gründen zurück.
Daneben war er Justiziar des Landesverbandes Niedersachsen des Marburger Bundes und wirkte in verschiedenen Ausschüssen der Bundesärztekammer mit.

## Ehrungen
- 1977: Ehrenzeichen der Deutschen Ärzteschaft
„für sein Engagement für den ärztlichen Berufsstand“
- 1992: Ehrensenator der Medizinischen Hochschule Hannover
- 2004: Verdienstkreuz am Bande des Niedersächsischen Verdienstordens
- 2011: Verdienstkreuz am Bande der Bundesrepublik Deutschland
„für seine herausragenden Dienste um die berufsständische Versorgung der verkammerten Freien Berufe und die Arbeitsgemeinschaft berufsständischer Versorgungseinrichtungen“